# Rivière Sérigny
Rivière Sérigny är ett vattendrag i Kanada.   Det ligger i provinsen Québec, i den östra delen av landet, 1 300 km norr om huvudstaden Ottawa.
Trakten runt Rivière Sérigny är nära nog obefolkad, med mindre än två invånare per kvadratkilometer.